# Oxöns naturreservat
Oxöns naturreservat är ett naturreservat i Norrtälje kommun i Stockholms län.
Området är naturskyddat sedan 2015 och är 18 hektar stort. Reservatet som har två delar ligger på en höjd väster om Brosjön. Reservatet består av  barrskog med inslag av betesmark med ädellövskog, lövskog och barrskog.